# Jędrzejów (stacja kolejowa)
Jędrzejów – stacja kolejowa w Jędrzejowie, w województwie świętokrzyskim, w Polsce. Według klasyfikacji PKP ma kategorię dworca lokalnego.

## Ruch pasażerski[3]
| Rok  | Wymiana pasażerska na dobę |
| ---- | -------------------------- |
| 2017 | 700-999                    |
| 2018 | 700-999                    |
| 2019 | 700-999                    |
| 2020 | 500-699                    |
| 2021 | 500-699                    |
| 2022 | 1000                       |
| 2023 | 1300                       |

## Połączenia
- Kielce
- Katowice
- Kraków